# Akgul Amanmuradova
Akgul Amanmuradova (Tashkent, 23 de Junho de 1984) é uma tenista profissional uzbeque. 
Akgul é conhecida por ser uma das mais altas do circuito com 1,90m, ela por duas oportunidades foi vice no WTA de sua terra natal perdendo para Michaëlla Krajicek e para Shahar Pe'er, sua melhor posição em simples foi a 50° em 2008, e em agosto de 2009 em duplas chegou ao 36° posto.

## WTA finais

### Simples: 2 (0–2)
| Legenda: Antes 2009     | Legenda: Depois de 2009 |
| ----------------------- | ----------------------- |
| Grand Slam (0–0)        |                         |
| WTA Championships (0–0) |                         |
| Tier I (0–0)            | Premier Mandatory (0–0) |
| Tier II (0–0)           | Premier 5 (0–0)         |
| Tier III (0–0)          | Premier (0–0)           |
| Tier IV & V (0–1)       | International (0–1)     |

| Títulos por Piso |
| ---------------- |
| Duro (0–2)       |
| Grama (0–0)      |
| Saibro (0–0)     |
| Carpete (0–0)    |

| Posição | N. | Data              | Torneio                              | Piso | Oponente           | Placar        |
| ------- | -- | ----------------- | ------------------------------------ | ---- | ------------------ | ------------- |
| Vice    | 1. | Outubro 9, 2005   | Tashkent Open, Tashkent, Uzbequistão | Duro | Michaëlla Krajicek | 6–0, 4–6, 6–3 |
| Vice    | 2. | Setembro 27, 2009 | Tashkent Open, Tashkent, Uzbequistão | Duro | Shahar Pe'er       | 6–3, 6–4      |

### Duplas: 4 (2–2)
| Legenda                 |
| ----------------------- |
| Grand Slam (0–0)        |
| WTA Championships (0–0) |
| Premier Mandatory (0–0) |
| Premier 5 (0–0)         |
| Premier (1–0)           |
| International (1–2)     |

| Títulos por Piso |
| ---------------- |
| Duro (0–2)       |
| Grama (1–0)      |
| Saibro (1–0)     |
| Carpete (0–0)    |

| Posição | N. | Data               | Torneio                                           | Piso   | Parceira         | Oponente                           | Placar           |
| ------- | -- | ------------------ | ------------------------------------------------- | ------ | ---------------- | ---------------------------------- | ---------------- |
| Campeã  | 1. | Junho 20, 2009     | Aegon International, Eastbourne, Reino Unido      | Grama  | Ai Sugiyama      | Samantha Stosur Rennae Stubbs      | 6–4, 6–3         |
| Campeã  | 2. | Maio 21, 2011      | Internationaux de Strasbourg, Estrasburgo, França | Saibro | Chuang Chia-jung | Natalie Grandin Vladimíra Uhlířová | 6–4, 5–7, [10–2] |
| Vice    | 1. | September 23, 2012 | Hansol Korea Open, Seul, Coreia do Sul            | Duro   | Vania King       | Raquel Kops-Jones Abigail Spears   | 6–2, 2–6, [8–10] |
| Vice    | 2. | Fevereiro 3, 2013  | PTT Pattaya Open, Pattaya, Tailândia              | Duro   | Alexandra Panova | Kimiko Date-Krumm Casey Dellacqua  | 3–6, 2–6         |

## Ligações Externas
- Perfil na WTA